# 大章克申 (愛荷華州)
大章克申（英語：Grand Junction）是一個位於美國愛荷華州格林縣的城市。

## 地理
大章克申的座標為42°01′52″N 94°14′07″W / 42.03111°N 94.23528°W，而該地的平均海拔高度為316米（即1037英尺）。

## 人口
根據2010年美國人口普查的數據，大章克申的面積為2.51平方千米，當中陸地面積為2.51平方千米，而水域面積為0.00平方千米。當地共有人口824人，而人口密度為每平方千米328人。